# Christophe Zoa
Pour les articles homonymes, voir Zoa.
Christophe Zoa, né le 10 juin 1961 à Yaoundé, est un prélat catholique camerounais, évêque de Sangmélima depuis 2008.

## Biographie
Il est ordonné prêtre le 15 juin 1991, puis nommé évêque auxiliaire de Yaoundé et évêque titulaire de Hilta le 30 novembre 2006. Le pape Benoit XVI le nomme évêque de Sangmélima le 4 décembre 2008. Il succède ainsi à Raphaël Marie Ze.

## Publications
- La nouvelle évangélisation : orientations pastorales, 2013, 86 p.
- Premier synode du diocèse de Sangmélima (2011-2013) : premier synode diocésain : fondement historique et objectifs doctrinaux et pastoraux, Institut catholique de Paris, Faculté de droit canonique, 2014, 80 p.